# Ивенс, Йорис

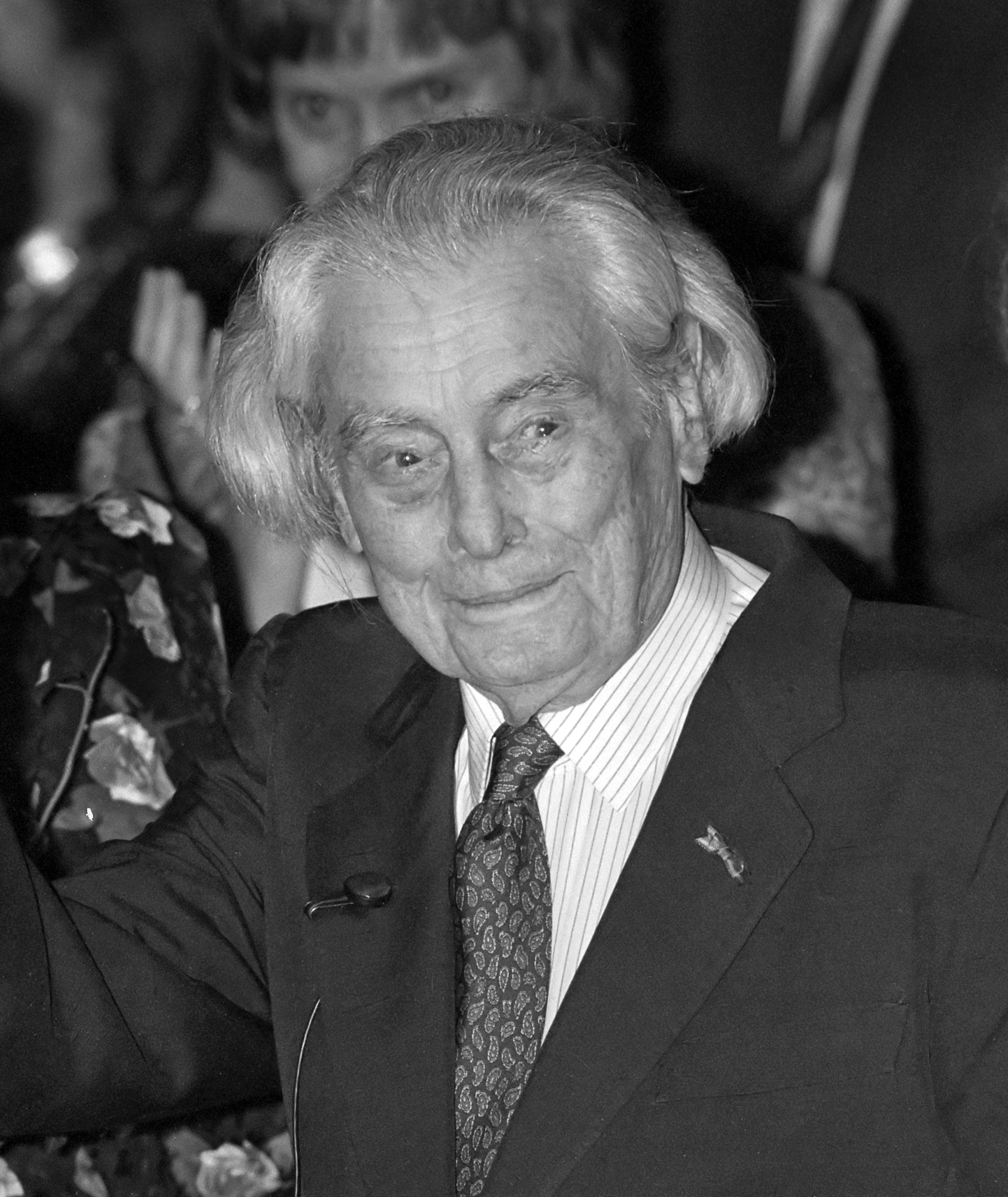
Joris Ivens 1989.

Йорис Ивенс (нидерл. Joris Ivens; 18 ноября 1898, Неймеген, Гелдерланд, Нидерланды — 28 июня 1989, Париж, Франция) — голландский режиссёр документального кино, коммунист по убеждениям.

## Биография
Родился 18 ноября 1898 года в Неймегене в семье владельца сети фотомагазинов. Его первый фильм «Вигвам» — вестерн, снятый в школьные годы со своими друзьями и семьёй. После службы в армии изучал право в Роттердамском экономическом колледже, фотохимию в Берлине, устройство камеры в Дрездене, объективы на фирме «Цейс» в Йене. В 1926 году работал в Амстердаме техническим руководителем фотопредприятия «КАП» («Корнелис Адриан Петер Ивенс»).
Вдохновлённый просмотром фильма Всеволода Пудовкина «Мать», в 1926 году основывает общество Фильм-лига для продвижения кинофильмов, по политическим и художественным причинам не распространяемых в Нидерландах, и начинает снимать картины авангардного направления.
Первый законченный фильм «Мост» (1928) и второй — «Дождь» принесли успех, основанный на поиске нового визуального языка. Ивенс получил заказы от «Рабочего союза строителей Голландии». Основав кинопроизводство на фирме своего отца, он пригласил на работу друзей, среди них Хелен ван Донген и Джон Ферно, впоследствии приобретших широкую известность. В этот период к его группе единомышленников, с которыми он в последующем продолжил плодотворно работать присоединяется композитор Ханс Эйслер. Для «Рабочего союза» он сделал серию фильмов под общим названием «Мы строим (1930)» (нидерл. Wij Bouwen), из которых выделяется фильм «Зёйдер-Зе», рассказывающий о том как у моря отвоёвывается земля для сельскохозяйственных нужд.
В начале 1930-х годов режиссёр по приглашению советского режиссёра Пудовкина на протяжении трёх месяцев находился в СССР, где договорился о создании документального фильма, который он снял во время своей второй поездки. Эсфирь Шуб, познакомившись с его ранним творчеством, в 1930 году отмечала у Ивенса высокую культуру операторской работы, правильный выбор объектов и его точное восприятие окружающих и природной среды: «Он крепко стоит на земле, умно разбирается в происходящих перед ним процессах, умеет не только видеть, но видимое перенести на плёнку так, что все явления, демонстрируемые на экране, воспринимаются так, как они протекают в жизни».
К ярким работам этого периода относится картина «Philips Radio» (1931), снятая на заводе Philips.
В 1932 году Ивенс приезжает по приглашению Пудовкина в СССР, где снимает фильм под названием «Комсомол» («Песнь о героях»), который повествует о строительстве Магнитогорского металлургического комбината. Он подвергся критике за отход от принципов социалистического реализма. (Но при этом режиссёр остался весьма почитаем в СССР, и этот фильм упомянут в Большой Советской энциклопедии 1952 года, в 17-м томе, весьма положительно в отдельной статье о режиссёре).
Возвратившись в Европу, Ивенс переделал материал, использованный для «Зёйдер-Зе», в более радикальный фильм «Новая земля» (1933), в котором заклеймил жадность капитала. Более близким к марксизму стал его следующий фильм о забастовке бельгийских шахтёров «Боринаж» («Misère au Borinage», 1934) и версия этого же фильма, снятая Ивенсом позже в СССР.

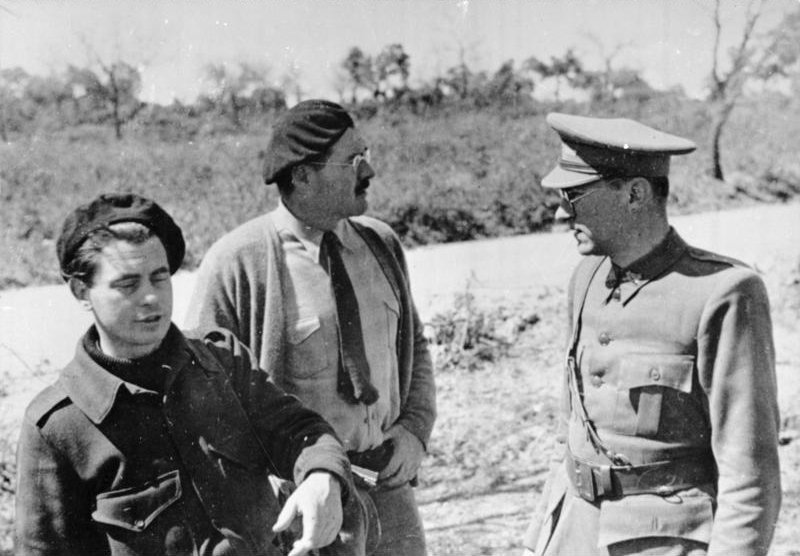
Йорис Ивенс (слева), Эрнест Хемингуэй и Людвиг Ренн во время Гражданской войны в Испании

Ивенс испытывал трудности с работой в Союзе, и Московская студия отправила его в США для лекций и учёбы. Там же в 1936 году он стал руководителем организации продюсеров документальных фильмов. Там же он смог закончить политический фильм антифашистской направленности о гражданской войне в Испании «Испанская земля» (1937), сценарий к которому написал Эрнест Хемингуэй. Ивенс, Хемингуэй и Марта Геллхорн были приглашены на обед и показ фильма в Белом доме в компании Франклина и Элеоноры Рузвельт. Одной из безусловно успешных лент американского периода явилась картина «Power and the Land» (1941), повествующая об электрификации сельских районов США и связанная с идеологией Нового курса Рузвельта. Во время Второй мировой войны участвовал в создании в США и в Канаде серии пропагандистских фильмов «Почему мы воюем».
В 1944 году назначен комиссаром по делам кино в Индонезию, куда голландское правительство направило его для съёмок освобождения страны от японских войск, а тем временем американцы аннулировали его визу за связь с коммунистами. В 1945 году отказался от своего назначения и вскоре закончил в Австралии картину «Индонезия зовёт!» (1946), отмеченную мультикультурализмом и антиимпериализмом.
Сохраняя связи с коммунизмом и советскую поддержку, Ивенс жил в странах Восточного блока (Польша, ЧССР, Болгария и ГДР), где снял «Pokoj Zwyciezy Swiat» (1951) (Мир победит), «Freundschaft Siegt» (1952) (Триумф дружбы), «Das Lied der Ströme» (1954) (Песнь реки), «Wyscig Pokoju Warszawa-Berlin-Praga» (1952) (Велотур мира), а в 1956 переехал в Париж, где в 1957 году создал фильм «Сена встречает Париж», который в следующем году на 11-й Каннском кинофестивале был награждён Золотой пальмовой ветвью за короткометражный фильм. В 1960-е год продолжил снимать документальное кино в Латинской Америке (Куба), Африке (Мали) и Китае. В 1962 занимался преподавательской деятельностью и снимал фильмы в «Институте экспериментального кино» университета Сантьяго (Чили). В 1960-х годах работал над двумя фильмами о Вьетнамской войне, а в 1970-х закончил фильм об излёте культурной революции в КНР. В 1980—1981 годах снял фильм о Флоренции. Автор ряда книг и киноведческих статей, автобиографии «Камера и я».

## Творчество
Является одним из величайших художников-документалистов. Основные мотивы творчества: человек за работой, человек, борющийся с природой и социальным угнетением. Был свидетелем многих поворотных событий истории. Совершенно не интересуясь депрессивными аспектами человеческой деятельности, восхищался борьбой человечества, его строительством и творчеством. Сергей Юткевич охарактеризовал его творчество как «синтез лирики, пафоса и чётко выраженной общественной позиции». Приверженец направления «синема верите», как выражения социальной реальности, Ивенс продвигал идеи Дзиги Вертова на Западе. Он усматривал недостатки метода «синема верите» в его «конвейерности», когда количественное наблюдение и съёмка происходящего, препятствуют глубокому осмыслению материала. Согласно его утверждению: «Чтобы камере стать подлинным свидетелем происходящего, значение даже самого сильного материала должно быть меньше, чем солидарность с рабочими». Он также отмечал, что ему и его единомышленникам присуща «марксистская методика» базирующаяся на «основе истории и философской диалектики»: «Весь наш процесс работы диалектичен: поначалу построенный на интуиции, но вместе с тем целенаправленный анализ, образно насыщенный и кинематографически выразительный». По словам режиссёра, его индивидуальный стиль выработался постепенно, став результатом практического осмысления процесса создания фильмов. Он отмечал, что первоначально его работы были практически «исключительно формальными» и в основном заключались в выборе способа подачи отснятого материала: «Но так было до тех пор, пока работа шла с оригинальным первичным материалом посредством фрагментации, передачи духа времени, монтажа, использования музыки, текста». Позже, уже не постепенно, а довольно резко перед ним возникла проблема большей глубины, содержания его фильмов. В связи с такой постановкой вопроса у него стал меняться стиль, отличный от первоначального, и у него впервые появилось стремление разобраться в чём он заключается. В интервью Генриху Герлигхаузу режиссёр объяснил эволюцию своего творческого метода следующим образом:
Стиль был выработан на основе опыта, полученного мной в процессе работы, по мере углубления, а может, и усложнения возникавших проблем. Так что я ни разу не использовал свой подход к какому-либо объекту механически — он всегда реализуется во взаимосвязи с конкретной ситуацией, с условиями работы, задачами, идеологией и эстетическими установками.

## Награды
- Международная премия Мира (1955).

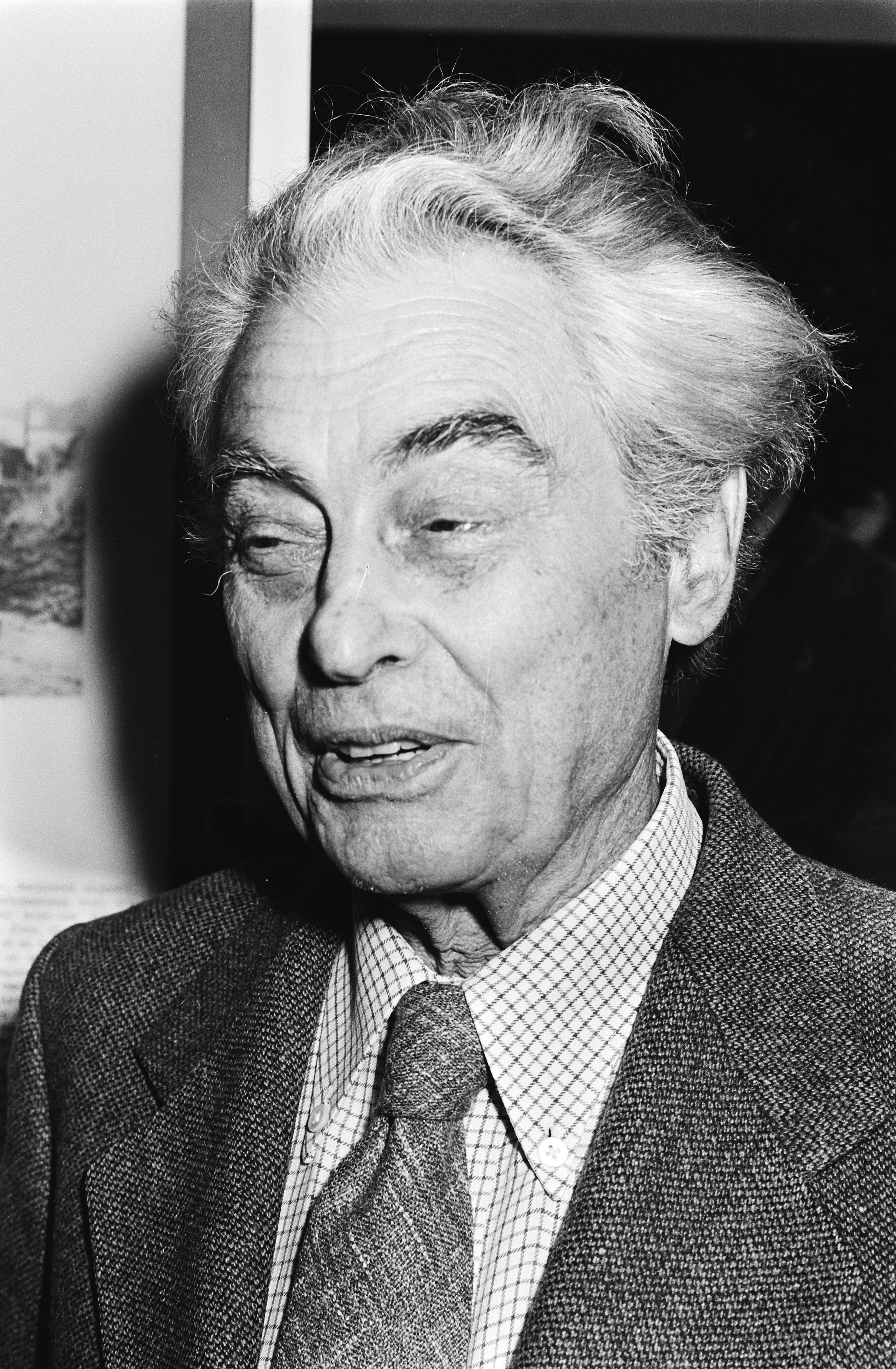
Йорис Ивенс в 1978 году

- Международная Ленинская премия «За укрепление мира между народами» (1968).

## Избранная фильмография
- 1911 — Вигвам/ De Wigwam или Сияющий Луч/ Brandende Straal.
- 1928 — Мост/ De Brug.
- 1929 — Дождь/ Regen.
- 1931 — Philips Radio.
- 1932 — Песнь о героях/ Komsomolsk.
- 1933 — Зёйдер-Зе/ Zuiderzeewerken.
- 1937 — Испанская земля/ The Spanish Earth.
- 1939 — Четыреста миллионов/ 400 millions.
- 1942 — Наш русский фронт/ Our Russian Front.
- 1957 — Сена встречает Париж/ La Seine A Rencontre Paris.
- 1963 — В Вальпараисо/ A Valparaíso
- 1965 — Мистраль/ Pour le Mistral — Приз Венецианского кинофестиваля.
- 1976 — История шара/ Histoire d’un ballon: Le Lycee No.31 a Pekin — Премия Сезар за лучший короткометражный фильм.
- 1988 — История ветра/ Une Histoire de Vent — Особый приз критиков кинофестиваля в Сан-Паулу.